# ۶۱۶ (میلادی)
۶۱۶ (میلادی) ششصد  و شانزدهمین سال تقویم میلادی است.

## رویدادها
- فتح اسکندریه توسط خسرو پرویز، شاهنشاه ساسانی

## درگذشتگان
‎